# Gaston Hervé Gustave Billotte
Gastone Henri Gustave Billotte (ur. 10 lutego 1875 w Sommeval, zm. 23 maja 1940 w Ypres) – generał francuski.

## Życiorys
Ukończył studia w Akademii w Saint-Cyr w 1896 roku. W czasie I wojny światowej był dowódcą brygady i oficerem sztabowym.
W czasie wojny polsko-bolszewickiej był członkiem Francuskiej Misji Wojskowej w Polsce. Następnie służył we francuskich wojskach kolonialnych. Awansowany na generała w 1927. Wrócił do metropolii w 1933 i został członkiem Najwyższej Rady Wojennej oraz dowódcą obrony Paryża.
W czasie II wojny światowej i obrony Francji przed inwazją niemiecką, został mianowany dowódcą 1 Grupy Armii i podlegając wprost Georges'owi (naczelnemu dowódcy Frontu Północno-Wschodniego) i Gamelinowi (naczelnemu dowódcy Armii Francuskiej). Miał pod sobą najlepsze oddziały francuskich wojsk lądowych, jak również Brytyjskie Siły Ekspedycyjne. Uważany za jedynego znawcę zamiarów francuskiego głównodowodzącego Gamelina. Ufali mu zarówno dowódca brytyjskiego korpusu ekspedycyjnego gen. Gort, jak i król Belgów Leopold III. Po wejściu Niemców do Belgii Billotte, mimo początkowych postępów ku rzece Dyle, został zmuszony do wycofania się kolejno nad Skaldę i Dender.
Zmarł przygotowując kontrnatarcie 23 maja 1940 roku wskutek wypadku drogowego, który miał miejsce dwa dni wcześniej. Jego śmierć była bardzo niekorzystna dla aliantów.
Jego syn Pierre Billotte, as pancerny spod Stonne, po ucieczce z niewoli niemieckiej, opowiedział się po stronie Wolnych Francuzów de Gaulle'a.

## Ordery i odznaczenia
- Krzyż Wielki Orderu Narodowego Legii Honorowej (1937)[1]
- Wielki Oficer Orderu Narodowego Legii Honorowej (1931)[1]
- Komandor Orderu Narodowego Legii Honorowej (1924)[1]
- Oficer Orderu Narodowego Legii Honorowej (1918)[1]
- Kawaler Orderu Narodowego Legii Honorowej (1904)[1]
- Krzyż Wojenny 1914–1918
- Medal Zwycięstwa
- Medal Pamiątkowy Wielkiej Wojny
- Wielki Oficer Orderu Korony
- Oficer Orderu Leopolda
- Krzyż Wojenny 1914–1918 (Belgia)
- Krzyż Komandorski Orderu Korony Włoch
- Krzyż Komandorski Orderu Alawitów
- Krzyż Komandorski Orderu Łaźni
- Krzyż Komandorski z Gwiazdą Orderu Wiktoriańskiego
- Krzyż Srebrny Orderu Wojskowego Virtuti Militari nr 23 (1921)[2]